# Sequência (artes)

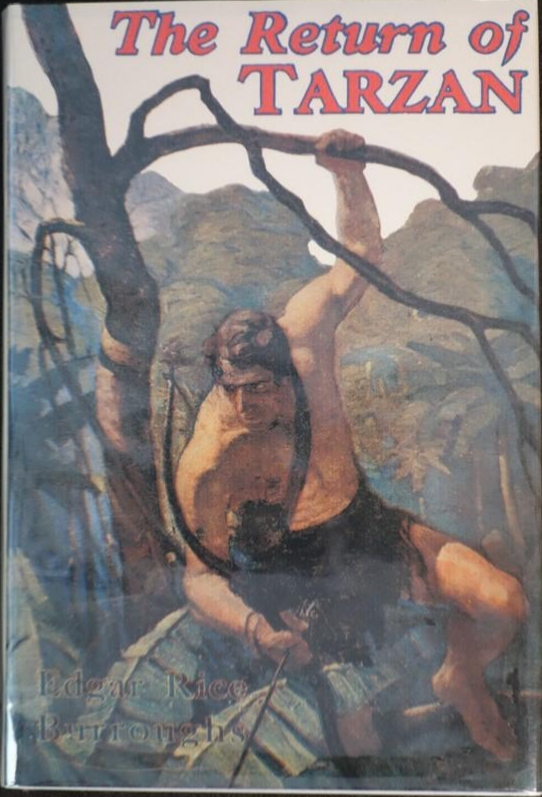
The Return of Tarzan, sequência oficial de Tarzan of the Apes.

Uma sequência, sequela ou continuação (também conhecida pelo anglicismo sequel) é uma obra de literatura, filme, teatro, televisão, música ou jogo eletrônico que continua a história de, ou expande, algum trabalho anterior. No contexto comum de uma obra narrativa de ficção, uma sequência retrata eventos ambientados no mesmo universo ficcional de uma obra anterior, geralmente seguindo cronologicamente os eventos daquela obra.
Em muitos casos, a sequência continua com elementos da história original, geralmente com os mesmos personagens e cenários. Uma sequência pode levar a uma série, na qual elementos-chave aparecem repetidamente. Embora a diferença entre mais de uma sequência e uma série seja um tanto arbitrária, é compreendido que algumas franquias têm sequências suficientes para se tornarem uma série, planejada originalmente como tal ou não.
As sequências são atraentes para os criadores e editoras ou produtoras porque há menos risco envolvido em retornar a uma história com popularidade conhecida ao invés de desenvolver personagens e cenários novos e não testados. O público às vezes fica ansioso por mais histórias sobre personagens ou cenários populares, tornando a produção de sequências financeiramente atraente.
Nos filmes, as sequências são muito comuns e existem muitas maneiras de nomeá-las. Mais comumente, elas têm números ou subtítulos adicionados. Também é comum que uma sequência tenha uma variação do título original. Na década de 1930, muitas sequências musicais tiveram o ano incluído no título. Às vezes, sequências são lançadas com títulos diferentes em países diferentes, por causa da percepção de reconhecimento da marca. Existem várias maneiras pelas quais os trabalhos subsequentes podem ser relacionados à cronologia do original. Vários neologismos foram criados para descrevê-los.

## Classificações
A abordagem mais comum[carece de fontes?] é que os eventos da segunda obra sigam diretamente os eventos da primeira, resolvendo os fios restantes da trama ou introduzindo um novo conflito para conduzir os eventos da segunda história. Isso geralmente é chamado de sequência direta, exemplos incluem Toy Story 2 (1999) e O Império Contra-Ataca (1980).
Uma sequência-legado é uma obra que segue a continuidade da(s) obra(s) original(is), mas ocorre mais adiante na linha do tempo, muitas vezes focando em novos personagens com os originais ainda presentes na trama. As sequências-legado também podem ser sequências diretas que ignoram totalmente as obras anteriores, efetivamente recontando os eventos anteriores. Outro termo para esses tipos de filmes é requela, que significa uma sequência-reboot. A jornalista de cinema Pamela McClintock descreve uma requela como algo que "explora a boa vontade em relação ao passado enquanto lança uma nova geração de atores e histórias". É por esse motivo que esses filmes, especialmente aqueles vindos da onda mais recente, como Top Gun: Maverick (2022) e Jurassic World (2015), também são referidos por alguns como "franquias nostálgicas" que misturam o antigo e o novo para atrair várias gerações de público. Os termos requela e legacyquel surgiram nos círculos do jornalismo cinematográfico como uma tentativa de reformular o significado do termo "reboot" na era do cinema moderno. Exemplos incluem Evil Dead II (1987), Halloween (2018), Scream (2022), Blade Runner 2049 (2017), Ghostbusters: Afterlife (2021), Terminator: Dark Fate (2019), Tron: Legacy (2010), Doutor Sono (2019), Dumb and Dumber To (2014), Jumanji: Welcome to the Jungle (2017), Mary Poppins Returns (2018) e Indiana Jones and the Kingdom of the Crystal Skull (2008).
Uma sequência independente é uma obra ambientada no mesmo universo, mas com muito pouca ou nenhuma inspiração de seu antecessor em termos de narrativa, e portanto pode ser experienciada independentemente, sem uma compreensão completa da série.  Mad Max: Fury Road (2015), The Suicide Squad (2021), Glass Onion: A Knives Out Mystery (2022) e The Fast and the Furious: Tokyo Drift (2006) são exemplos de sequências independentes.
Uma sequência espiritual é uma obra inspirada em seu antecessor. Ela compartilha os mesmos estilos, gêneros e elementos de seu antecessor, mas não tem nenhuma conexão direta com ele. A maioria das sequências espirituais também se passa em universos diferentes de seus predecessores, e algumas sequências espirituais nem fazem parte da franquia de seu antecessor, tornando-as sequências que não são de franquia. Exemplos incluem o filme 10 Cloverfield Lane (2016), uma sequência espiritual de Cloverfield (2008), e o jogo eletrônico Deltarune também considerado uma sequência espiritual de Undertale.
Uma  prequela ou pré-sequência é uma obra feita após o trabalho original que retrata eventos que ocorrem cronologicamente antes daqueles do trabalho original. Embora seu nome seja baseado na palavra sequela, nem todas as prequelas são verdadeiras sequências que fazem parte de uma série principal. As prequelas que não fazem parte de uma série principal são chamadas de prequelas spin-off. Exemplos de prequelas incluem Tremors 4: The Legend Begins (2004), que ocorre cronologicamente antes dos eventos da franquia Tremors, e Pearl (2022), que se passa antes de X (2022).
Uma sequência da primeira sequência pode ser chamada de "terceiro filme" ou de segunda sequência. Toy Story 3 (2010), The Dark Knight Rises (2012) e The Matrix Revolutions (2003) são exemplos de "terceiros filmes".
Sequências-paralelas são histórias que acontecem no mesmo ponto no tempo que a história original. Por exemplo, três romances diferentes do autor estadunidense John Morressy – Starbrat (1972), Stardrift (1973) e Under a Calculating Star (1975) – envolvem personagens principais diferentes, majoritariamente em lugares diferentes, mas se sobrepõem em um evento dramático para o qual cada romance oferece uma perspectiva diferente. O romance de o autor russo Kirill Eskov, The Last Ringbearer (1999), reconta os eventos de O Senhor dos Anéis (1955), de J. R. R. Tolkien, do ponto de vista dos bons Mordorianos lutando contra o malvado Ocidente. Da mesma forma, o romance de Alice Randall, The Wind Done Gone (2001), ambientado de modo contemporâneo a Gone with the Wind (1936), de Margaret Mitchell, conta a história da vida de uma mestiça nascida escrava na plantação dos O'Hara.
Midquel é um termo usado para se referir a obras que ocorrem entre eventos, seus tipos incluem interquelas e intraquelas. Um interquela é uma história que ocorre entre duas histórias publicadas ou lançadas anteriormente. Por exemplo, se 'filme C' é uma interquela de 'filmes A' e 'B', os eventos de 'filme C' ocorrem após os eventos de 'filme A', mas antes dos eventos de 'filme B'. Exemplos incluem Rogue One: A Star Wars Story (2016)  e alguns filmes da franquia The Fast and the Furious. Uma intraquela, por outro lado, é uma obra que se concentra em eventos dentro de um trabalho anterior. Exemplos incluem Bambi 2 - O Grande Príncipe da Floresta (2006) e Viúva Negra (2021).

## Relacionados
A par das sequências, existem também outros tipos de continuação ou inspiração de uma obra anterior.
Um spin-off é uma obra que não é uma continuação de nenhuma obra anterior, mas se passa no mesmo universo. É uma obra independente separada na mesma franquia da série de outras obras. Os spin-offs geralmente são focados em um ou mais personagens secundários da outra obra ou novos personagens no mesmo universo da outra obra. Minions (2015) e  Lightyear (2022) são exemplos de filmes spin-off enquanto Star Trek: The Next Generation e CSI: NY são exemplos de séries de televisão spin-off.
Um crossover é uma obra onde dois trabalhos anteriores de franquias diferentes se encontram no mesmo universo. Alien vs. Predator (2004), Godzilla vs. Kong (2021) e Freddy vs. Jason (2003) são exemplos de filmes crossover.
Um reboot é um recomeço de uma obra anterior. Pode ser um filme ambientado em um novo universo semelhante ao antigo, podendo ignorar a continuidade anterior, substituindo-a por um novo cânone e iniciando uma nova série de filmes. Os reboots geralmente fazem parte da mesma franquia do(s) trabalho(s) anterior(es), mas nem sempre. Batman Begins (2005), Casino Royale (2006), Star Trek (2009) e Man of Steel (2013) são exemplos de reboots. A historiadora cultural Kathleen Loock escreveu que os reboots  tradicionais tendiam a se afastar de correlações diretas de narrativa ou de estilo com as versões anteriores da franquia, já os reboots contemporâneos se apoiam no fator nostalgia e criam novas histórias que simultaneamente se deleitam nos aspectos da franquia original que a tornaram notável em primeiro lugar.
Um remake ou refilmagem conta a mesma história da obra original, mas usa elenco e equipes diferentes, podendo alterar o tema, a narrativa ou o cenário da história. A intenção geralmente é produzir novamente uma história já conhecida pelo público e que já tivera uma produção anterior, ou mesmo mais de uma, agora com configurações mais modernas e ajustes tecnológicos. Remakes também podem ser feitos em Hollywood como versões estadunidenses de filmes estrangeiros. Exemplos incluem Scarface (1983), refilmagem de Scarface (1932) e The Ring (2002), refilmagem do filme japonês Ringu (1998).